# Frohen-le-Petit
Frohen-le-Petit is een voormalige gemeente in het Franse departement Somme in de regio Hauts-de-France en telt 25 inwoners (2005). De plaats maakt deel uit van het arrondissement Amiens. In 2007 fuseerde Frohen-le-Petit met Frohen-le-Grand tot de gemeente Frohen-sur-Authie.

## Geografie
De oppervlakte van Frohen-le-Petit bedraagt 1,7 km², de bevolkingsdichtheid is 14,7 inwoners per km².

## Demografie
Onderstaande figuur toont het verloop van het inwonertal (bron: INSEE-tellingen).